# Pelgrimstent

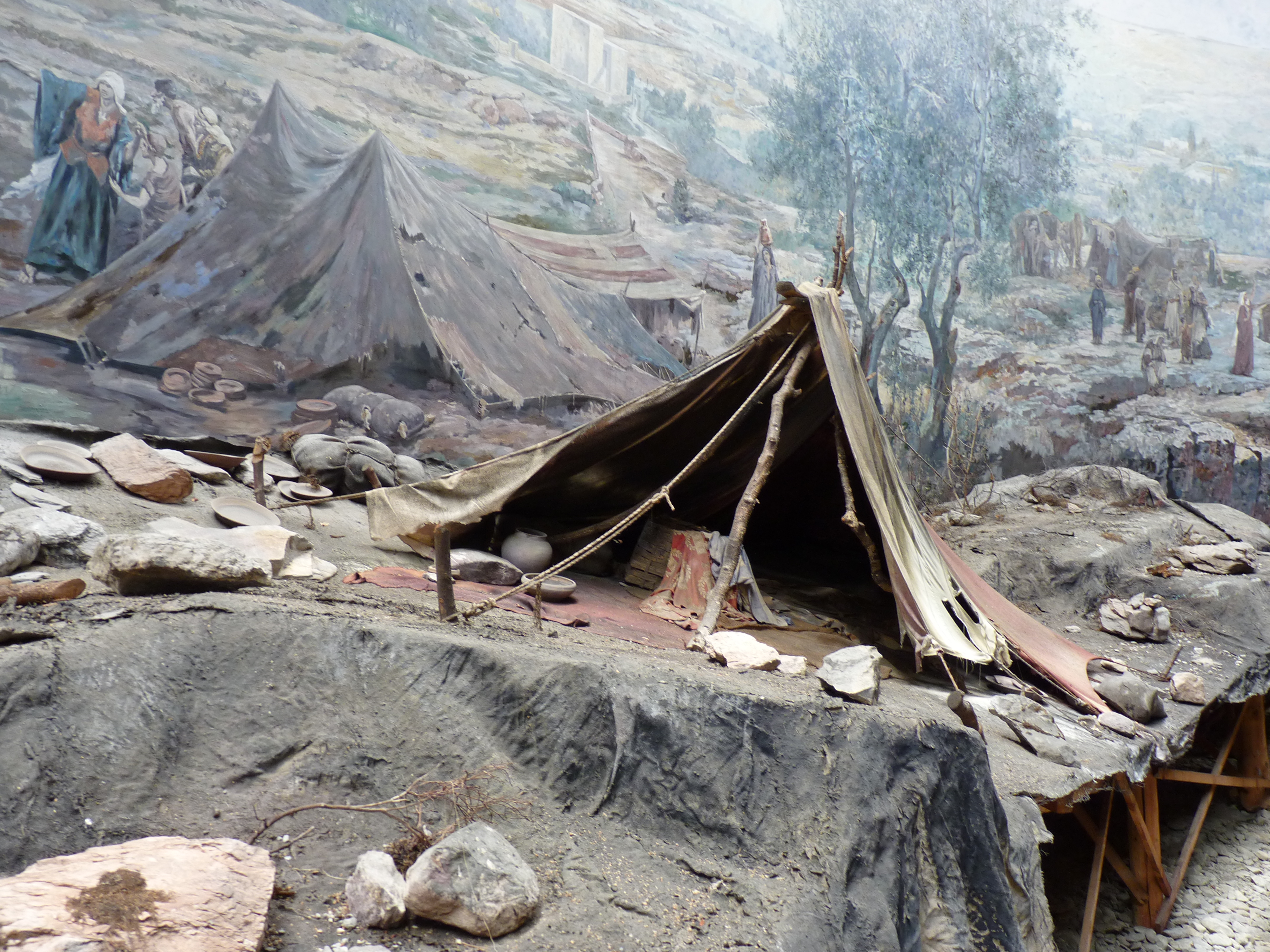
Pelgrimstent op het faux-terrain van een panoramaschilderij

Een pelgrimstent is een zeer lichte trekkerstent die van oudsher door pelgrims wordt gebruikt.
Het bijzondere aan een pelgrimstent is dat de tent maar één tentstok nodig heeft en de wandelstok of een boomtak als tentstok kan dienen.